# شریف عبدالسلام
شریف عبدالسلام (انگلیسی: Chérif Abdeslam؛ زادهٔ ۱ سپتامبر ۱۹۷۸) بازیکن فوتبال اهل الجزایر بود.
از باشگاه‌هایی که در آن بازی کرده‌است می‌توان به باشگاه فوتبال المپیک شلف، باشگاه فوتبال نصر حسین دای، و باشگاه فوتبال القبائل اشاره کرد.
وی همچنین در تیم ملی فوتبال الجزایر بازی کرده‌است.